# Strymon alineata
Strymon alineata är en fjärilsart som beskrevs av Ruggero Verity. Strymon alineata ingår i släktet Strymon och familjen juvelvingar. Inga underarter finns listade i Catalogue of Life.